# St. Elisabeth (Benolpe)

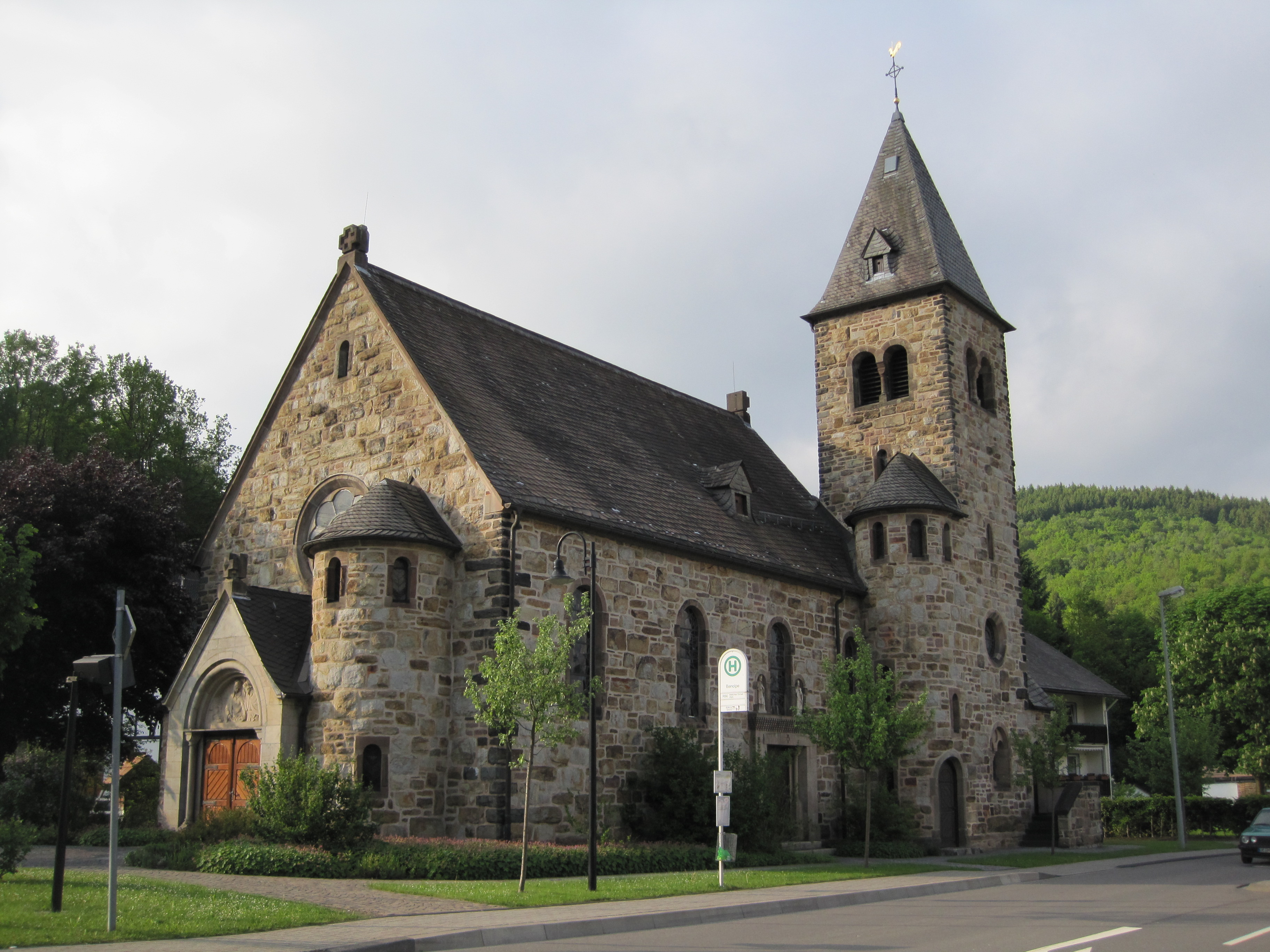
Kirche St. Elisabeth

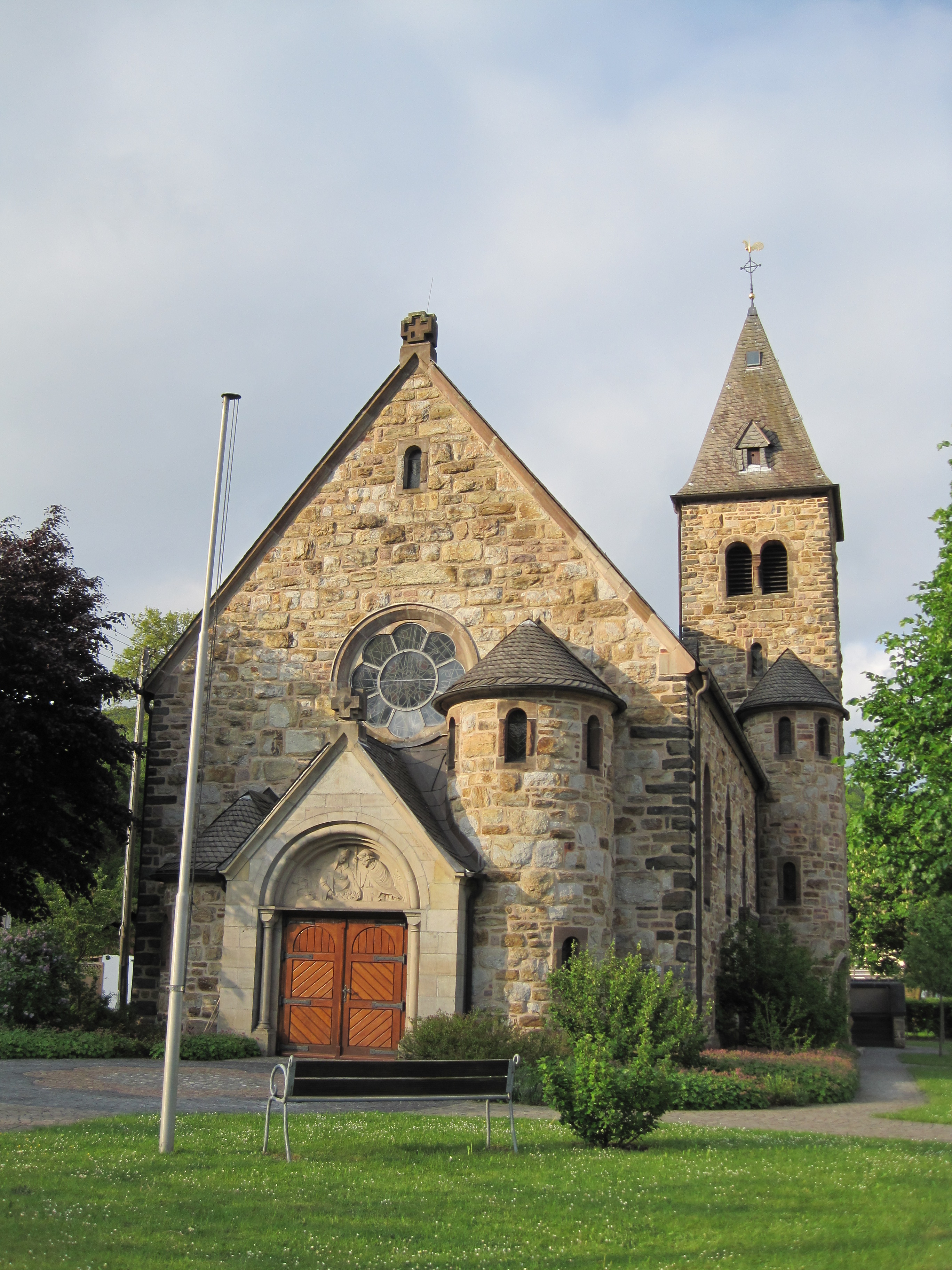
St. Elisabeth, Portal

Die römisch-katholische Kirche St. Elisabeth ist ein 1912 erbautes, unter Denkmalschutz stehendes Kirchengebäude in Benolpe, einem Ortsteil der Gemeinde Kirchhundem im Kreis Olpe, Nordrhein-Westfalen.

## Geschichte und Architektur
Eine der hl. Elisabeth geweihte Kapelle wurde bereits 1537 urkundlich erwähnt. Überliefert ist ein Bau aus dem 18. Jahrhundert mit einer Grundfläche von 14 mal 14 Metern. Nachdem Benolpe, seit Jahrhunderten ein Teil der Pfarrei St. Servatius mit Sitz in Kirchveischede, an Weihnachten 1868 ein eigener Vikar zugesprochen wurde, fand dort eine Frühmesse statt. Am 1. März 1905 ernannte der Paderborner Bischof Wilhelm Schneider den Ort zu einer Filialgemeinde mit eigener Vermögensverwaltung. Daraufhin entstand der Wunsch nach einem größeren Kirchenbau, die alte Kapelle wurde 1924 abgerissen.
Die heutige Kirche wurde 1912 nach Entwurf des Bochumer Architekten Carl Pinnekamp (1872–1955) errichtet, die Grundsteinlegung hatte an Pfingsten stattgefunden. Der kleine neuromanische Saal wurde aus bossiertem Bruchstein gemauert, der Turm steht an der Südseite des Chors. Der Innenraum ist mit einem Kreuzgratgewölbe ausgestattet, die Wangen des Kirchengestühls und der Beichtstuhl sind in späten Jugendstilformen gehalten, sie stammen aus der Bauzeit. Andere Ausstattungsgegenstände wurden aus dem Vorgängerbau übernommen. Aus finanziellen Gründen erfolgte der Anstrich des Innenraums erst drei Jahre nach Einweihung der Kirche.
Ende der 1950er Jahre wurden der Hochaltar, die Kanzel und anderes Inventar aus dem Chorraum entfernt. 2013 wurde für 100.000 Euro das Dach erneuert. Bei einer Innenrenovierung wurden im Jahr 2019 die Fenster sowie die Fliesen- und Natursteinflächen instand gesetzt. Zudem wurden Stromverteilung und Beleuchtung sowie der Anstrich erneuert. Die um die Jahrtausendwende umfassend renovierte Orgel wurde gereinigt und neu gestimmt.

## Kirchenfenster
Im Gebäude sind einige bemerkenswerte Kirchenfenster erhalten:
Das Opferlamm mit Siegesfahne aus Antikglas, Blei und Schwarzlot schuf Jupp Gesing 1959. Ebenfalls von Jupp Gesing stammt das 1959 entstandene Fenster mit dem Titel Geometrische Komposition. Weitere Fenster von Gesing sind Heilige, St. Elisabeth von Thüringen, St. Agnes von Rom, Christi Geburt, Christi Auferstehung, St. Antonius von Padua, St. Sebastian und St. Joseph von Nazaret. Auch diese Fenster entstanden 1959. Die Rosette auf der Empore mit dem Titel Ornamentale Komposition ist eine Arbeit des Hubert Spierling von 1949.